# Szkakalo-vízesés
A Szkakalo-vízesés (más néven Pattogó-vízesés, ukránul: водоспад Скакало [vodoszpad Szkakalo]) vízesés Ukrajnában, Kárpátalján, a Latorcába ömlő Matejkova egyik jobb oldali mellékvízén. A Kéklő-hegységben, a Szentmiklóshoz tartozó Alsógereben határában található.
A 4 m szintkülönbségű vízesés három fő ága több kis zuhogót formál. Elnevezését arról kapta, hogy messziről úgy néz ki, mintha egyik szikláról a másikra ugrálna.

## Turizmus
A Vodohraj üdülőtől gyalogtúra-útvonalon 1,5 km távolságra fekszik, mintegy 40 perces kirándulással.